# 丁項郎

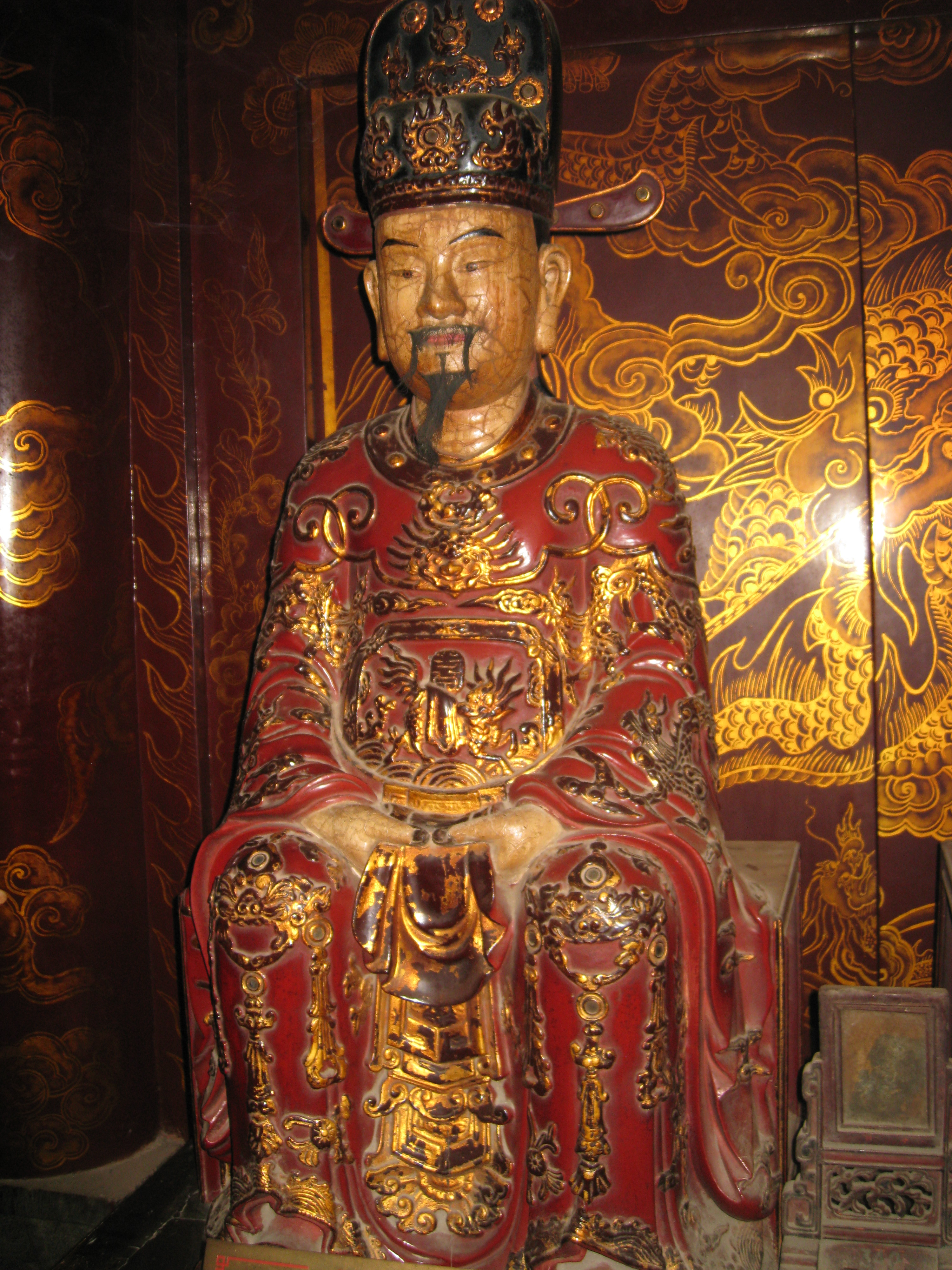
丁項郎像

丁項郎（越南语：／，？—979年），銘文資料又作「頂帑僧帑」，越南丁朝皇帝丁部領的幼子，獲丁部領鍾愛，被立為太子，但惹起其長兄丁璉不滿。979年，丁項郎為丁璉所殺。

## 生平
丁項郎的父親丁部領，為越南丁朝的開創者。丁部領長子、丁項郎長兄丁璉（又作丁匡璉）在丁朝創業當中勞苦而功高，獲封為「南越王」，並曾代表丁朝出使中國宋朝，丁部領本來就想傳之以位。然而，丁部領後來改變初衷，立丁項郎為太子。丁璉對此極為不滿，遂先下手，派人殺害項郎。
丁項郎遇害後，丁璉下令建造一百座寶幢，上面刻有《佛頂尊勝陀羅尼經》，以求解脫丁項郎之靈。這些寶幢仍有一些保留至今，其銘文中稱呼丁項郎為「頂帑僧帑」，丁璉在銘文中辯稱丁項郎「不為忠孝伏事上父及長兄，卻行惡心違背若愛寬容」，自己為了「要成家國，永霸門風」才決意行凶。

## 家族人物
- 父：丁部領，即丁先皇。
- 長兄：丁璉，獲丁部領封為南越王。
- 次兄：丁璿，獲丁部領封為衛王，即來的丁廢帝。[6]

## 後世評論
丁項郎以幼子身份，而被其父皇丁部領立為太子，導致長兄丁璉行凶，此事受到越南後世史家猛烈抨擊。後黎朝史官吳士連指責丁部領漠視封建制度當中，皇位傳承都是「繼世以嫡，萬世常經，拂是經者，未有不致亂也。間因世亂，立太子則先有功，其或嫡長過惡廢之，然後立次」，而「南越王璉長且有功，未聞過矣。先皇乃愛少子（指丁項郎），而忘其嫡，謂足以伸鍾愛之情，不知適以害之也」，同是又批評丁璉「忍心至殺其弟，天倫滅矣」。
近現代史家陳重金（即陳仲金）認為，此事件「造成了家庭內部的紛亂」。

## 引用來源
1. ↑  吳士連等《大越史記王書·本紀全書·丁紀·先皇帝》，東京大學東洋文化研究所，179頁。
2. ↑  吳士連等《大越史記王書·本紀全書·丁紀·先皇帝》，東京大學東洋文化研究所，182頁；Hội Bảo tồn Di sản chữ Nôm─潘清簡等《欽定越史通鑑綱目》正編卷之一，太平十年春「南越王璉殺太子項郎」條 （页面存档备份，存于），第七至第八葉。
3. ↑  《越史略》卷上，收錄於《四庫全書·史部》（第466册），上海古籍出版社，573頁；吳士連等《大越史記王書·本紀全書·丁紀·先皇帝》，東京大學東洋文化研究所，182頁。
4. ↑  吳士連等《大越史記王書·本紀全書·丁紀·先皇帝》，東京大學東洋文化研究所，182頁；《佛頂尊勝加句靈驗陀羅尼》（漢喃研究所編號VB2）（979年刻），收錄於潘文閣、蘇爾夢主編《越南漢喃銘文匯編·第一集北屬時期至李朝》，遠東學院、漢喃研究院，63頁。
5. ↑  《佛頂尊勝加句靈驗陀羅尼》五篇（10世紀刻），收錄於潘文閣、蘇爾夢主編《越南漢喃銘文匯編·第一集北屬時期至李朝》，遠東學院、漢喃研究院，57─70頁。
6. ↑  吳士連等《大越史記王書·本紀全書·丁紀·先皇帝》，東京大學東洋文化研究所
7. ↑  吳士連等《大越史記王書·本紀全書·丁紀·先皇帝》，東京大學東洋文化研究所，182─183頁。
8. ↑  陳重金（即陳仲金）《越南通史》（即《越南史略》），北京商務印書館，61頁。